# Glade Spring (Virginia)
Glade Spring es una localidad del Condado de Washington, Virginia, Estados Unidos. Según el censo de 2000 tenía una población de 1.374 habitantes y una densidad de población de 421.0 hab/km².

## Demografía
Según el censo de 2000, había 1.374 personas, 565 hogares y 402 familias residiendo en la localidad. La densidad de población era de 421,0 hab./km². Había 626 viviendas con una densidad media de 191,8 viviendas/km². El 92,36% de los habitantes eran blancos, el 7,06% afroamericanos, el 0,07% amerindios, el 0,15% asiáticos, el 0,22% de otras razas y el 0,15% pertenecía a dos o más razas. El 0,07% de la población eran hispanos o latinos de cualquier raza.
Según el censo, de los 565 hogares en el 27,8% había menores de 18 años, el 54,9% pertenecía a parejas casadas, el 13,5% tenía a una mujer como cabeza de familia, y el 28,7% no eran familias. El 26,5% de los hogares estaba compuesto por un único individuo, y el 15,9% pertenecía a alguien mayor de 65 años viviendo solo. El tamaño promedio de los hogares era de 2,43 personas y el de las familias de 2,96.
La población estaba distribuida en un 22,9% de habitantes menores de 18 años, un 7,1% entre 18 y 24 años, un 26,3% de 25 a 44, un 25,5% de 45 a 64, y un 18,2% de 65 años o mayores. La media de edad era 41 años. Por cada 100 mujeres había 85,7 hombres. Por cada 100 mujeres de 18 años o más, había 85,0 hombres.
Los ingresos medios por hogar en la localidad eran de 31.552 dólares ($), y los ingresos medios por familia eran 36.902 $. Los hombres tenían unos ingresos medios de 27.847 $ frente a los 20.982 $ para las mujeres. La renta per cápita para la ciudad era de 16.842 $. El 9,4% de la población y el 8,1% de las familias estaban por debajo del umbral de pobreza. El 11,9% de los menores de 18 años y el 13,1% de los habitantes de 65 años o más vivían por debajo del umbral de pobreza.

## Geografía
Según la Oficina del Censo de los Estados Unidos, la localidad tiene un área total de 3,3 km², todos ellos correspondientes a tierra firme.